# Blanc dame
Le blanc dame B est un cépage français blanc.

## Origine
Il est originaire du vignoble du sud-ouest dont il n'a pas quitté les limites. Sa culture est confidentielle ; il est passé de 24 ha en 1958 à 9 ha en 1994.
Un clone de blanc dame B a été agréé en 2007. Il porte le numéro 1111.

## Caractères ampélographiques
Le bourgeon est cotonneux et les jeunes feuilles jaunâtres bronzées. L'entre-nœud des rameaux est de couleur rouge. Les feuilles adultes sont de grande taille, entière ou quiquelobées, à bords chevauchant, des dents moyennes à longues rectilignes ou convexes, un limbe tourmenté.
Les grappes et les baies sont de taille moyenne, les grains étant ronds ou légèrement aplatis.

## Aptitudes

### Culturales
De port semi-érigé, sa vigueur moyenne donne une bonne fertilité. Il est reconnaissable à ses feuilles qui se recouvrent partiellement comme les tuiles d'un toit.
Il débourre 4 jours après le chasselas et mûrit trois semaines et demie après lui.

### Sensibilité aux maladies
Il est assez sensible.

### Œnologiques
Il donne des vins légers, souples, manquant d'acidité. Ses vins peuvent être distillés pour l'élaboration d'armagnac.

## Synonymes
Le blanc dame est aussi connu sous les noms de blanc madame, blanquette, blanquette grise, clairette de Gascogne, claret, claret de Gascogne, la claréto, lou claret, plan de dame, sémillon des Charentes.